# گرامباخ
گرامباخ (به آلمانی: Grambach) یک منطقهٔ مسکونی در اتریش است که در گراتس اومگبونگ واقع شده‌است. گرامباخ ۶٫۹۴ کیلومتر مربع مساحت دارد ۳۴۵ متر بالاتر از سطح دریا واقع شده‌است.